# CD Iruña
CD Iruña (fullständigt namn på spanska: Club Deportivo Iruña) är en idrottsklubb från Pamplona, Spanien. Klubben grundades 1939. De har under största delen av sin existens har den bestått av ett herrfotbollslag som spelat i antingen Tercera División eller de regionala serierna. Klubben bildade 2007 ett damvolleybollag. Detta var nationellt framgångsrikt med två andraplatser i Superliga Femenina de Voleibol (högsta serien) och en finalplats i Copa de la Reina. Det drog sig ur tävlingsverksamhet 2016.